# 罗伯特·劳伦斯·库恩
罗伯特·劳伦斯·库恩（英語：Robert Lawrence Kuhn，1944年—），美国投资银行家和公司战略家。

## 生平
库恩出生于纽约，曾就读于约翰·霍普金斯大学、加利福尼亚大学洛杉矶分校、MIT斯隆管理学院。他是中国领导人和中国政府的长期顾问，长期担任中国经济政策相关方面的顾问，也是跨国公司在中国战略和交易方面的长期顾问，并且担任中国政治，经济，商业，金融，哲学和科学的评论员。著有《他改变了中国：江泽民传》。